# Parafia Wniebowzięcia Najświętszej Maryi Panny w Mokrem
Parafia Wniebowzięcia Najświętszej Maryi Panny w Mokrem – parafia rzymskokatolicka w diecezji
toruńskiej, w dekanacie Grudziądz I, z siedzibą w Mokre. Erygowana najprawdopodobniej pod koniec XIII w.
Parafialny kościół Wniebowzięcia Najświętszej Maryi Panny został wzniesiony w stylu gotyckim z inicjatywy zakonu krzyżackiego. Za sprawą łaskami słynącego obrazu Matki Bożej Mokrzańskiej Mokre jest ośrodkiem kultu maryjnego. Obraz przedstawia moment koronacji Maryi.
Parafia posiada także kościoły filialne: w Wełczu i Miłosierdzia Bożego w Mokrem.

## Ruchy i Stowarzyszenia
Stowarzyszenie Rodzin Katolickich, Katolickie Stowarzyszenie Młodzieży, Żywy Różaniec, Parafialny zespół Caritas, Katolickie Poradnictwo Rodzinne, Bractwo Abstynenckie Świętego Maksymiliana Kolbego, Akcja Katolicka.

## Zasięg parafii
Do parafii należą wierni z miejscowości: Białochowo, Dusocin, Leśniewo, Lisie Kąty, Mokre, Wielki Wełcz, Zakurzewo i Zarośle.